# Pristimantis gretathunbergae
La rana de Greta Thunberg (Pristimantis gretathunbergae) es una especie de rana de la familia Craugastoridae. Fue descrita con base en estudios filogenéticos en 2022 y el epíteto específico del nombre científico es en honor a la activista ambiental Greta Thunberg. Habita en el centro y este de Panamá.